# Richard Sanders
Richard Sanders (né le 20 janvier 1945 à Lakeview (Oregon) et mort le 18 octobre 1972 à Skopje) est un lutteur américain spécialiste de la lutte libre.

## Biographie
Lors des Championnats du monde, il remporte d'abord la médaille de bronze des Championnats du monde de lutte 1966, puis la médaille d'argent lors des Championnats du monde de lutte 1967 et enfin la médaille d'or lors des Championnats du monde de lutte 1969 dans la catégorie des moins de 52 kg. Il gagne également la médaille d'or lors des Jeux panaméricains en 1967. 
Lors des Jeux olympiques d'été de 1968 et des Jeux olympiques d'été de 1972, il remporte la médaille d'argent, la première en combattant dans la catégorie des -52 kg, la seconde en combattant dans la catégorie des -57 kg.